# Fontella Bass
Fontella Bass (St. Louis, 3 de julho de 1940 – St. Louis, 26 de dezembro de 2012) foi uma cantora americana de soul, R&B e pop.

## Discografia

### Álbuns
| Ano  | Álbum                                                 |
| ---- | ----------------------------------------------------- |
| 1966 | The New Look                                          |
| 1970 | Les Stances a Sophie with the Art Ensemble of Chicago |
| 1972 | Free                                                  |
| 1980 | From the Root to the Source                           |
| 1992 | Rescued: The Best of Fontella Bass                    |
| 1995 | No Ways Tired                                         |
| 1996 | Now That I Found a Good Thing                         |
| 2001 | Travelin'                                             |

### Singles
| Ano  | Single                                              | US R&B Singles | US Pop Singles | UK Singles | Álbum                              |
| ---- | --------------------------------------------------- | -------------- | -------------- | ---------- | ---------------------------------- |
| 1965 | "Don't Mess Up a Good Thing" with Bobby McClure     | 5              | 33             | -          | -                                  |
| 1965 | "You'll Miss Me (When I'm Gone)" with Bobby McClure | 27             | 91             | -          | -                                  |
| 1965 | "Rescue Me"                                         | 1              | 4              | 11         | The New Look                       |
| 1966 | "Recovery"                                          | 13             | 37             | 32         | Rescued: The Best of Fontella Bass |
| 1966 | "I Can't Rest" / "I Surrender"                      | 31 33          | - 78           | -          | Rescued: The Best of Fontella Bass |
| 1966 | "You'll Never Ever Know" / "Safe and Sound"         | 34 -           | - 100          | -          | Rescued: The Best of Fontella Bass |
| 1967 | "Lucky In Love"/"Sweet Lovin' Daddy"                | -              | -              | -          | The Very Best of Fontella Bass     |